# 瀏陽文廟
瀏陽文廟（りゅうようぶんびょう）は、中華人民共和国湖南省長沙市瀏陽市淮川街道に位置する孔子廟。敷地面積は6000平方メートル。

## 歴史
1094年（北宋の紹聖元年）に理学者の楊時が瀏陽県令に就任し、瀏陽県城に文廟を建てる。
1818年（清の嘉慶23年）に文廟は現在地に移転し、1843年（道光23年）に地元の人が文廟を再建。
2013年、中華人民共和国国務院は文廟を全国重点文物保護単位に認定した。